# الجبر (المحفد)

تعديل مصدري - تعديل

الجبر هي إحدى قرى عزلة المحفد بمديرية المحفد التابعة لمحافظة أبين، بلغ تعداد سكانها 534 نسمة حسب تعداد اليمن لعام 2004.